# Esteban Paredes
Esteban Efraín Paredes Quintanilla, noto solo come Esteban Paredes (Santiago del Cile, 1º agosto 1980), è un dirigente sportivo ed ex calciatore cileno, di ruolo attaccante, direttore sportivo del Santiago Morning.

## Palmarès

### Club
- Primera B (Cile): 2

Puerto Montt: 2002
Santiago Morning: 2005
- Campionato cileno: 4

Colo-Colo: Clausura 2009, Clausura 2014, Apertura 2015, Transición 2017
- Coppa del Cile: 1

Colo Colo: 2016
- Supercopa de Chile: 2

Colo Colo: 2017, 2018

### Individuale
- Capocannoniere del Campionato cileno: 6

Apertura 2009 (17 reti), Clausura 2011 (14 reti), Clausura 2014 (16 reti), Apertura 2014 (12 reti), Clausura 2015 (11 reti), 2018 (19 reti)
- Capocannoniere del Campionato messicano: 1

Apertura 2012 (11 reti)
- Calciatore cileno dell'anno: 1

2018